# Listets

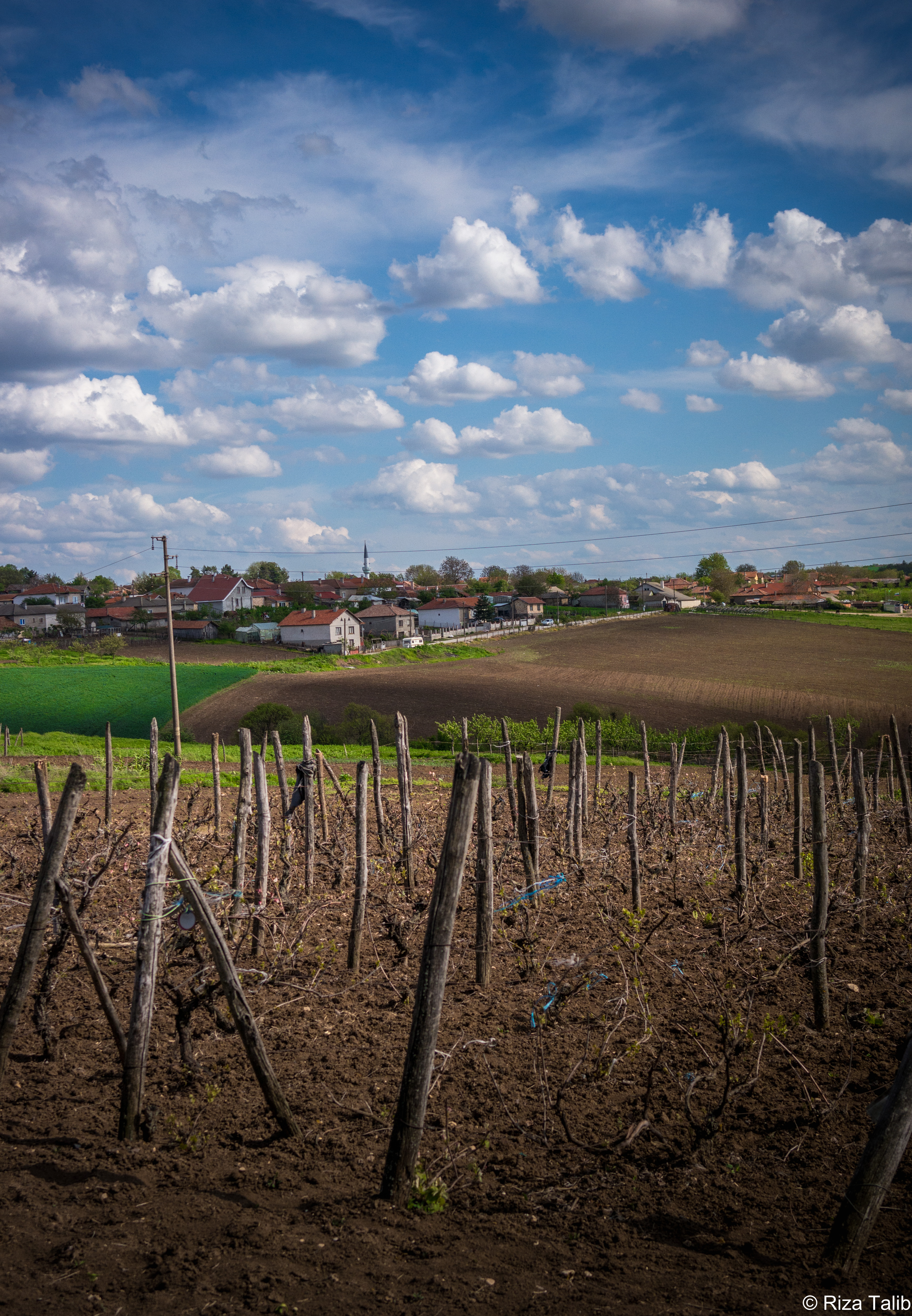
Uitzicht op het dorp Listets

Listets (Bulgaars: Листец) is een dorp in het noordoosten van Bulgarije, gelegen in de gemeente Glavinitsa in de oblast Silistra. Het dorp ligt ongeveer 43 km ten zuidwesten van de stad Silistra en 314 km ten noordoosten van de hoofdstad Sofia. 

## Bevolking
In de eerste volkstelling van 1934 registreerde het dorp slechts 15 inwoners. Dit groeide tot een officiële hoogtepunt van 607 inwoners in 1992. Op 31 december 2019 telde het dorp 495 inwoners.
Van de 523 inwoners reageerden er 522 op de optionele volkstelling van 2011. Hiervan identificeerden 518 personen zichzelf als Bulgaarse Turken (99,2%), gevolgd door 3 etnische Bulgaren (0,6%).
Van de 523 inwoners in februari 2011 werden geteld, waren er 75 jonger dan 15 jaar oud (14,3%), gevolgd door 378 personen tussen de 15-64 jaar oud (72,3%) en 70 personen van 65 jaar of ouder (13,4%).